# Празька вулиця (Київ)
Пра́зька ву́лиця — вулиця у Дніпровському районі міста Києві, місцевості Соцмісто, Стара Дарниця. Пролягає від Дарницької площі до залізничної станції Дарниця.
Прилучаються Харківське шосе, бульвар Ярослава Гашека, вулиці Володимира Сосюри, Азербайджанська, провулок Устима Кармелюка, вулиці Княгині Інгігерди, Дністерська, Алматинська і Сиваська.

## Історія
Вулиця виникла у 1-й третині ХХ століття. Разом з теперішніми вулицею Євгена Сверстюка, проспектом Миру і Бориспільською вулицею (до 1938 року) була у складі вулиці 3-го Інтернаціоналу, з 1955 року — вулиці Дружби народів, з 1961 року — проспекту Миру, від якого відокремлена під сучасною назвою у 1965 році.

## Установи

### Навчальні заклади

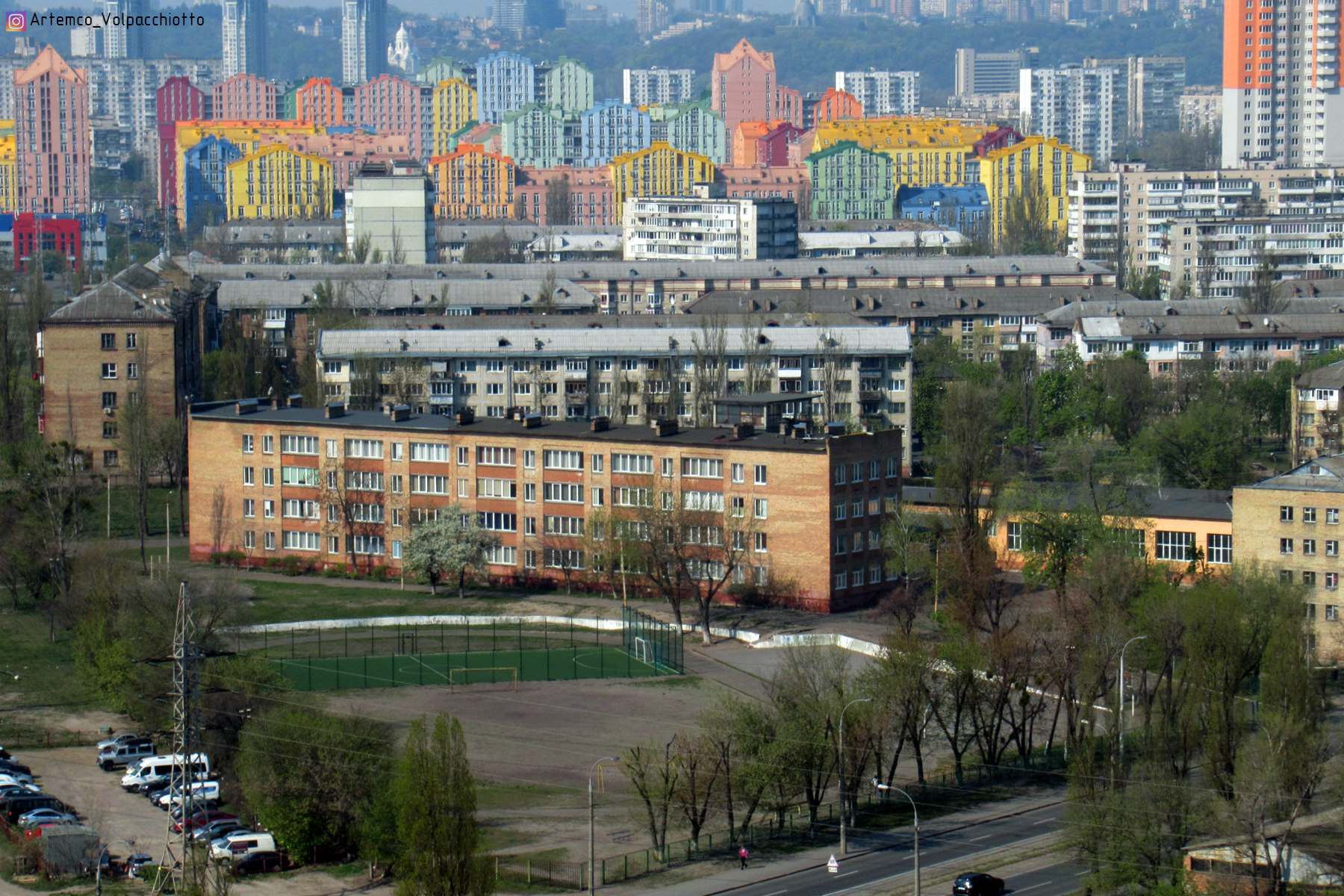
школа № 126

- Дошкільний навчальний заклад № 446 (буд. № 4/1)
- Дошкільний навчальний заклад № 675 (буд. № 20-а)
- Дошкільний навчальний заклад № 455 (буд. № 31-а)
- Середня загальноосвітня школа № 126 (буд. № 14)

### Підприємства
- Автобусний парк № 2 КП «Київпастранс» (буд. № 7)